# Coquelles
Coquelles és un municipi francès situat al departament del Pas de Calais i a la regió dels Alts de França. L'any 2007 tenia 2.349 habitants.

## Demografia

### Població
El 2007 la població de fet de Coquelles era de 2.349 persones. Hi havia 833 famílies de les quals 117 eren unipersonals (26 homes vivint sols i 91 dones vivint soles), 282 parelles sense fills, 382 parelles amb fills i 52 famílies monoparentals amb fills.
La població ha evolucionat segons el següent gràfic:
Habitants censats

### Habitatges
El 2007 hi havia 873 habitatges, 848 eren l'habitatge principal de la família, 3 eren segones residències i 22 estaven desocupats. 845 eren cases i 25 eren apartaments. Dels 848 habitatges principals, 631 estaven ocupats pels seus propietaris, 199 estaven llogats i ocupats pels llogaters i 18 estaven cedits a títol gratuït; 3 tenien una cambra, 33 en tenien dues, 52 en tenien tres, 174 en tenien quatre i 587 en tenien cinc o més. 726 habitatges disposaven pel capbaix d'una plaça de pàrquing. A 346 habitatges hi havia un automòbil i a 444 n'hi havia dos o més.

### Piràmide de població
La piràmide de població per edats i sexe el 2009 era:
| Homes | Edats   | Dones |
| ----- | ------- | ----- |
| 0     | 95 o +  | 0     |
| 0     | 90 a 94 | 9     |
| 7     | 85 a 89 | 9     |
| 4     | 80 a 84 | 6     |
| 16    | 75 a 79 | 26    |
| 21    | 70 a 74 | 48    |
| 29    | 65 a 69 | 20    |
| 62    | 60 a 64 | 46    |
| 54    | 55 a 59 | 51    |
| 113   | 50 a 54 | 104   |
| 84    | 45 a 49 | 109   |
| 82    | 40 a 44 | 118   |
| 77    | 35 a 39 | 89    |
| 62    | 30 a 34 | 65    |
| 80    | 25 a 29 | 39    |
| 44    | 20 a 24 | 74    |
| 109   | 15 a 19 | 92    |
| 99    | 10 a 14 | 66    |
| 86    | 5 a 9   | 79    |
| 65    | 0 a 4   | 57    |

## Economia
El 2007 la població en edat de treballar era de 1.612 persones, 1.092 eren actives i 520 eren inactives. De les 1.092 persones actives 980 estaven ocupades (518 homes i 462 dones) i 112 estaven aturades (57 homes i 55 dones). De les 520 persones inactives 156 estaven jubilades, 206 estaven estudiant i 158 estaven classificades com a «altres inactius».

### Ingressos
El 2009 a Coquelles hi havia 863 unitats fiscals que integraven 2.324,5 persones, la mediana anual d'ingressos fiscals per persona era de 19.955 €.

### Activitats econòmiques
Dels 499 establiments que hi havia el 2007, 1 era d'una empresa extractiva, 3 d'empreses alimentàries, 1 d'una empresa de fabricació de material elèctric, 1 d'una empresa de fabricació d'elements pel transport, 10 d'empreses de fabricació d'altres productes industrials, 30 d'empreses de construcció, 266 d'empreses de comerç i reparació d'automòbils, 14 d'empreses de transport, 46 d'empreses d'hostatgeria i restauració, 5 d'empreses d'informació i comunicació, 16 d'empreses financeres, 18 d'empreses immobiliàries, 32 d'empreses de serveis, 38 d'entitats de l'administració pública i 18 d'empreses classificades com a «altres activitats de serveis».
Dels 70 establiments de servei als particulars que hi havia el 2009, 1 era una oficina de correu, 6 oficines bancàries, 6 tallers de reparació d'automòbils i de material agrícola, 1 taller d'inspecció tècnica de vehicles, 1 establiment de lloguer de cotxes, 2 autoescoles, 3 paletes, 2 guixaires pintors, 5 lampisteries, 3 electricistes, 1 empresa de construcció, 6 perruqueries, 30 restaurants, 1 agència immobiliària, 1 tintoreria i 1 saló de bellesa.
Dels 164 establiments comercials que hi havia el 2009, 1 era, 1 un supermercat, 1 una gran superfície de material de bricolatge, 1 una botiga de més de 120 m², 8 fleques, 1 una fleca, 2 botigues de congelats, 2 llibreries, 86 botigues de roba, 6 botigues d'equipament de la llar, 14 sabateries, 4 botigues d'electrodomèstics, 7 botigues de mobles, 12 botigues de material esportiu, 1 una botiga de material esportiu, 2 drogueries, 4 perfumeries, 9 joieries i 2 floristeries.
L'any 2000 a Coquelles hi havia 9 explotacions agrícoles que ocupaven un total de 236 hectàrees.

## Equipaments sanitaris i escolars
El 2009 hi havia 1 hospital de tractaments de curta durada, 1 hospital de tractaments de mitja durada (seguiment i rehabilitació) i 1 farmàcia.
El 2009 hi havia una escola elemental.

## Poblacions més properes
El següent diagrama mostra les poblacions més properes.